# Schweinebucht
Die Schweinebucht (spanisch Bahía de Cochinos) mit den Stränden Playa Girón und Playa Larga ist eine Bucht an der Südküste Kubas im Bereich der Gemeinde (município) Ciénaga de Zapata. Sie bildet die östliche Begrenzung der Zapata-Halbinsel.
Der Name leitet sich nicht von Schweinen (span. cochinos), sondern von karibischen Drückerfischen ab, die in Kuba ebenfalls cochinos genannt werden.

## Invasion
Zwischen dem 17. und 19. April 1961 scheiterte hier eine CIA-gestützte Invasion von Exilkubanern gegen die Regierung von Fidel Castro. Die Invasion markierte einen ersten Höhepunkt der anti-kubanischen Aktionen der USA.
Im UN-Sicherheitsrat kam es zu Debatten um die Rechtmäßigkeit des Angriffs. Kuba scheiterte jedoch mit seinem Antrag, die USA als Aggressor zu verurteilen, am Vetorecht der Vereinigten Staaten.